# Radka Zrubáková
Radomira „Radka“ Zrubáková (* 26. Dezember 1970 in Bratislava) ist eine ehemalige slowakische Tennisspielerin.

## Karriere
Die Rechtshänderin gewann zwischen 1986 und 1999 drei Einzel- und zwei Doppeltitel auf der WTA Tour. Auf ITF-Ebene beendete sie ein Turnier im Einzel zweimal und im Doppel fünfmal als Siegerin. Ihr bestes Abschneiden bei Grand-Slam-Turnieren erzielte sie 1988 bei den Australian Open und 1991 bei den US Open, als sie jeweils bis ins Achtelfinale vordringen konnte. Zwischen 1987 und 1997 hat sie jeweils elf Teilnahmen an den French Open und den US Open zu Buche stehen. In Wimbledon und bei den Australian Open startete sie in diesem Zeitraum neun bzw. acht Mal.
Für die slowakische Fed-Cup-Mannschaft bestritt sie von 1988 bis 2007 27 Partien. In diesem Team-Wettbewerb gelangen Zrubáková 15 Siege bei drei Niederlagen im Einzel, vier Siegen im Doppel stehen fünf Niederlagen gegenüber. Auch an den Olympischen Spielen 1992 in Barcelona und 1996 in Atlanta nahm sie für die Slowakei teil. 1996 erreichte sie dabei im Einzel die zweite Runde, in der sie der Conchita Martínez unterlag. Im Doppel scheiterte sie 1996 an der Seite von Karina Habšudová und 1992 in der Einzelkonkurrenz jeweils in der ersten Runde.
Ihre höchste Platzierung in der Weltrangliste erreichte Zrubáková am 21. Oktober 1991 mit Platz 22 im Einzel. In der Doppelwertung war sie am 5. April 1993 auf Rang 38 gelistet. In ihrer Profikarriere erspielte sie ein Preisgeld von insgesamt 1.073.889 US-Dollar.

## Erfolge

### Einzel
| Nr. | Datum            | Turnier   | Kategorie   | Belag | Finalgegnerin     | Ergebnis   |
| --- | ---------------- | --------- | ----------- | ----- | ----------------- | ---------- |
| 1.  | 23. Juli 1989    | Brüssel   | WTA Tier V  | Sand  | Mercedes Paz      | 7:66, 6:4  |
| 2.  | 26. Mai 1991     | Straßburg | WTA Tier IV | Sand  | Rachel McQuillan  | 7:63, 7:63 |
| 3.  | 26. Februar 1992 | Prag      | WTA Tier V  | Sand  | Kateřina Kroupová | 6:3, 7:5   |

### Doppel
| Nr. | Datum              | Turnier   | Kategorie   | Belag | Partnerin      | Finalgegnerinnen                  | Ergebnis |
| --- | ------------------ | --------- | ----------- | ----- | -------------- | --------------------------------- | -------- |
| 1.  | 16. September 1990 | Kitzbühel | WTA Tier IV | Sand  | Petra Langrová | Sandra Cecchini Patricia Tarabini | 6:0, 6:4 |
| 2.  | 22. September 1991 | Paris     | WTA Tier IV | Sand  | Petra Langrová | Alexia Dechaume Julie Halard      | 6:4, 6:4 |